# Eremias arguta
Eremias arguta är en ödleart som beskrevs av Peter Simon Pallas 1773. Eremias arguta ingår i släktet löparödlor, och familjen lacertider. Släktnamnet kommer från det gammalgrekiska ordet eremos (eremit).
Exemplaren har på ovansidan en grå grundfärg. Hos ungar förekommer vita fläckar med svarta kanter. Vuxna individer har ett mönster av bruna längsgående strimmor. Eremias arguta har en vit undersida.
Arten förekommer i Eurasien från Rumänien och Turkiet till Iran och Mongoliet. Honor lägger cirka 12 ägg per tillfälle. Honor fortplantar sig upp till två gångar per år. Ungarna kläcks mellan maj och juli. Denna ödla lever i låglandet och i bergstrakter upp till 3000 meter över havet. Den hittas främst i stäpper och andra gräsmarker. Eremias arguta besöker även klippiga landskap, buskskogar, skogsgläntor och odlingsmark. Exemplaren vilar ofta i buskar med taggar eller i underjordiska bon. De håller från senhösten till februari eller mars (i bergstrakter till april) vinterdvala.
Beståndet hotas regionalt av landskapsförändringar. Hela populationen anses vara stabil. IUCN listar arten som livskraftig (LC).

## Underarter
Arten delas in i följande underarter:
- E. a. arguta
- E. a. darevskii
- E. a. deserti
- E. a. potanini
- E. a. transcaucasica
- E. a. uzbekistanica